# Anotylus plagiatus nevesi
Anotylus plagiatus nevesi é uma subespécie de insetos coleópteros polífagos pertencente à família Staphylinidae.
A autoridade científica da subespécie é Scheerpeltz, tendo sido descrita no ano de 1951.
Trata-se de uma subespécie presente no território português.